# Пупыг
Пупыг, пупых, пупы, пуби, пэпи, тов, туви — в мансийской мифологии дух-покровитель людей, дух-хранитель и дух предков, в отличие от злого духа куль. В хантыйской мифологии пупыги и куль называются лунги.

## Общие особенности и культ
Пупыгам противостоят злые духи кули, сотворённые Куль-отыром. Пупыги обитают в фетишах, специально изготовленных предметах или идолах, а также в камнях, деревьях и др.
Целые наборы таких фетишей хранились в специальных вместилищах, священных сундуках у хантов и манси. В одном из таких хранилищ хозяин держал Пупи-ики — голову медведя с медными пуговицами вместо глаз, который считался помощником в охоте и должен был отпугивать других медведей от оленьих стад. Рядом лежал Яув-лунг — высушенный окунь, на которого хозяин обратил внимание из-за золотистой окраски его чешуи. Окунь должен был помогать в рыбной ловле. Там же находились фетиши Пугос — жизнедательницы и её духов-помощников, призванных охранять от болезней.

## Нарративы
77 пупыгов, посланных Нуми-Торумом на землю в помощь людям, стали вместо этого уничтожать людей, за что были заточены в подземелье, в преисподнюю — превратились в кулей. 

## Тотемический миф и культ
Ханты и манси делятся на две родовые группировки, фратрии, которые могут обмениваться женами: Мось (Мощ) и Пор. Каждая имеет свои священные символы и ритуалы. Фратрии связаны с пупыгами Мось и Пор. Однажды Пор сказала, что людей стало столько, что на земле негде жить. Нужно, чтобы они стали умирать. Добрая Мось, напротив, хотела, чтобы все люди жили. Пусть все реки будут течь маслом, сказала она, тогда всем хватит еды. Но злая Пор лишь рассмеялась в ответ — где в масляных реках будут плавать рыбы и как будут ходить лодки? Так люди стали умирать.
Миф о противостоянии и соперничестве двух фратрий характерен для родоплеменного общества. В святилищах Мось и Пор нельзя было держать рядом, поскольку они враждовали.